# Слобода-Выходцево
Слобода-Выходцево — село в Мелекесском районе Ульяновской области. Входит в состав Тиинского сельского поселения.

## История
Слобода Выходцево основано примерно в 80-х годах XVII века, переселенцами, выходцами из города Тиинска .
В 1780 году, при создании Симбирского наместничества, деревня Выходцова, вошла в состав Ставропольского уезда.
С 1796 года — в Симбирской губернии.
В 1855 году, на средства прихожан, была построена новая деревянная МИХАЙЛО-АРХАНГЕЛЬСКАЯ ЦЕРКОВЬ. Прежняя церковь сгорела в 1848 году. В 1868 году составлен и утвержден проект новой церкви. 
В 1859 году в селе Выходцевая Слободка (Слобода) при речке Мочилке, в 199 дворах жило 1509 человек, была одна церковь.
В 1935 году село вошло в состав Малокандалинского района.
В 1944 году из Малокандалинского района в новый Тиинский район был передан Слободо-Выходцевский с/с. 
В 1956 году Тиинский район был упразднён, а его территория передана в Мелекесский район.
В 2005 году постановлением Правительства РФ село Слобода Выходцева переименовано в Слобода-Выходцево.

## Население
| 1859 | 1889  | 1897  | 1910  | 2010 |
| ---- | ----- | ----- | ----- | ---- |
| 1509 | ↗2324 | ↘2061 | ↗2270 | ↘606 |

## Известные уроженцы
- Барышев, Аркадий Фёдорович — участник Великой Отечественной войны, Герой Советского Союза.